# Charlie, le conte de Noël
Pour les articles homonymes, voir Charlie.
Pour plus de détails, voir Fiche technique et Distribution.
Charlie, le conte de Noël ou Tous les chiens célèbrent Noël au Québec (An All Dogs Christmas Carol) est un film de Noël d'animation américain de Paul Sabella et Gary Selvaggio sorti directement en vidéo en 1998.
Il est la 2eme suite de Charlie après Charlie 2 et sert de conclusion à la série Tous les chiens vont au paradis.

## Synopsis
Charlie, Gratouille, Sasha et leurs amis préparent Noël. Mais Carcasse et Zigouille viennent contrarier cette joie collective. Après que Charlie et Gratouille ont réussi à entrer chez lui, Carcasse décide de leur présenter sa patronne ; Charlie et Gratouille découvrent alors que cette dernière n'est autre que Belladona, la diabolique cousine de leur propre employeuse. Belladona leur explique comment elle compte s'y prendre pour gâcher les festivités de Noël. Une fois partis de chez Carcasse, Charlie et Gratouille décident de chercher un moyen d'empêcher ce sombre dessein de réussir.

## Fiche technique
- Titre original : An All Dogs Christmas Carol
- Titre français : Charlie, le conte de Noël
- Titre québécois : Tous les chiens célèbrent Noël
- Durée : 73 minutes

## Distribution

### Voix originales
- Steven Weber : Charlie
- Dom DeLuise : Gratouille
- Bebe Neuwirth : Anabelle / Belladonna
- Ernest Borgnine : Carcasse
- Sheena Easton : Sasha
- Charles Nelson Reilly : Zigouille

### Voix françaises
- Gérard Rinaldi : Charlie (dialogues et chant) / Vieux Chien Gris
- Patrick Préjean : Gratouille
- Françoise Vatel : Annabelle
- Albert Augier : Carcasse
- Corinne Le Poulain : Sasha / Belladonna
- Maurice Sarfati : Zigouille
- Jacques Mercier : Zigouille (chant), Charlie (chant uniquement pour "Noël n'est sûrement pas loin")
- Hervé Rey : Timmy / Chiot Angélique #1 (Roux) / Fox-Terrier / Chihuaha
- Sylvie Jacob : Martha / Petite Chienne #1 (Angélique) / Petite Chienne #2 / Mère de Martha
- Dimitri Rougeul : Chiot Angélique #2

## Autour du film
Ce film est tiré de l'épisode final de la série d'animation Tous les chiens vont au paradis, lui-même inspiré du conte de Charles Dickens Un chant de Noël.